# Canton de Limoges-5
Le canton de Limoges-5 est une circonscription électorale française située dans le département de la Haute-Vienne et la région Nouvelle-Aquitaine.

## Histoire

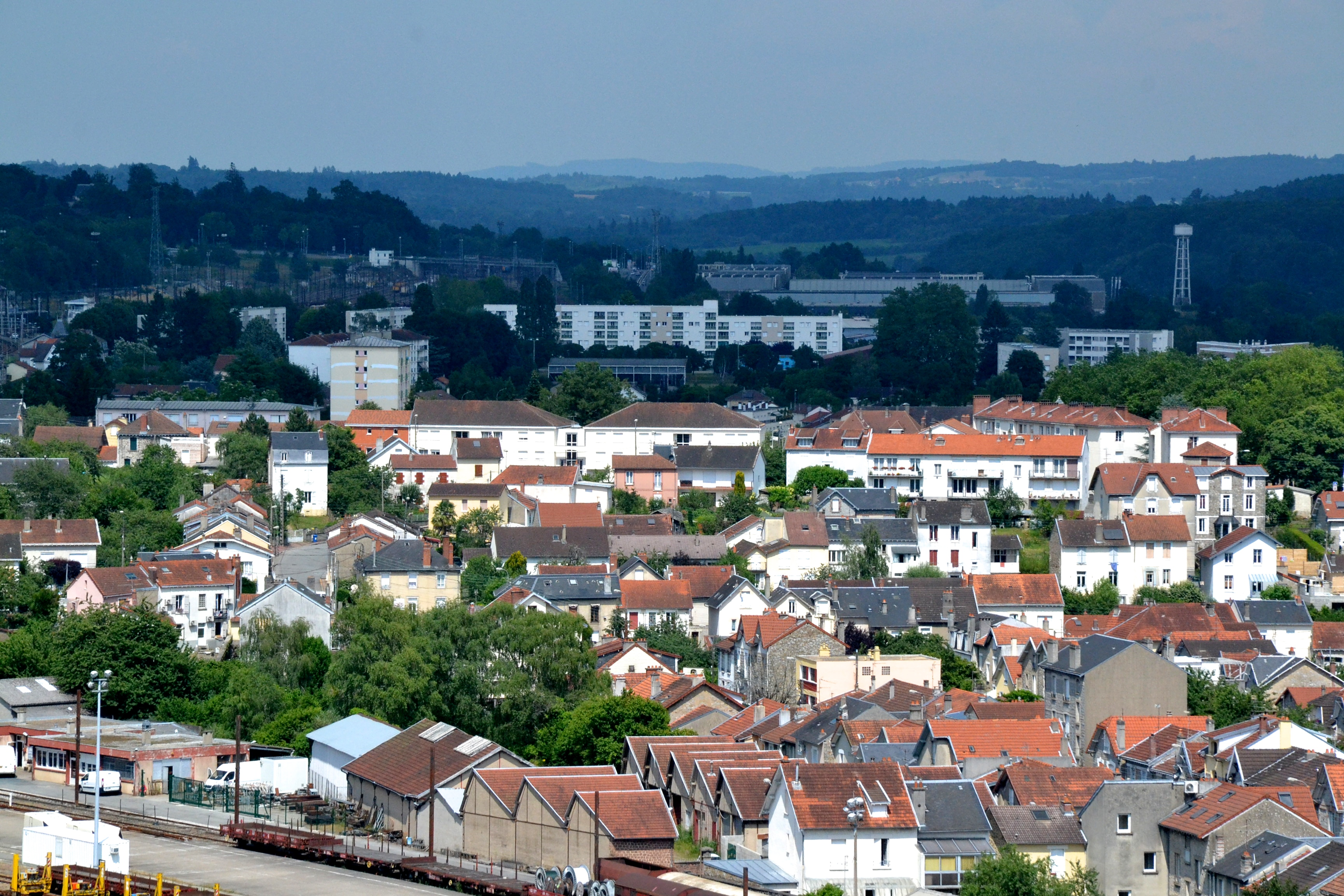
Montplaisir et la zone d'activités de la route du Palais.

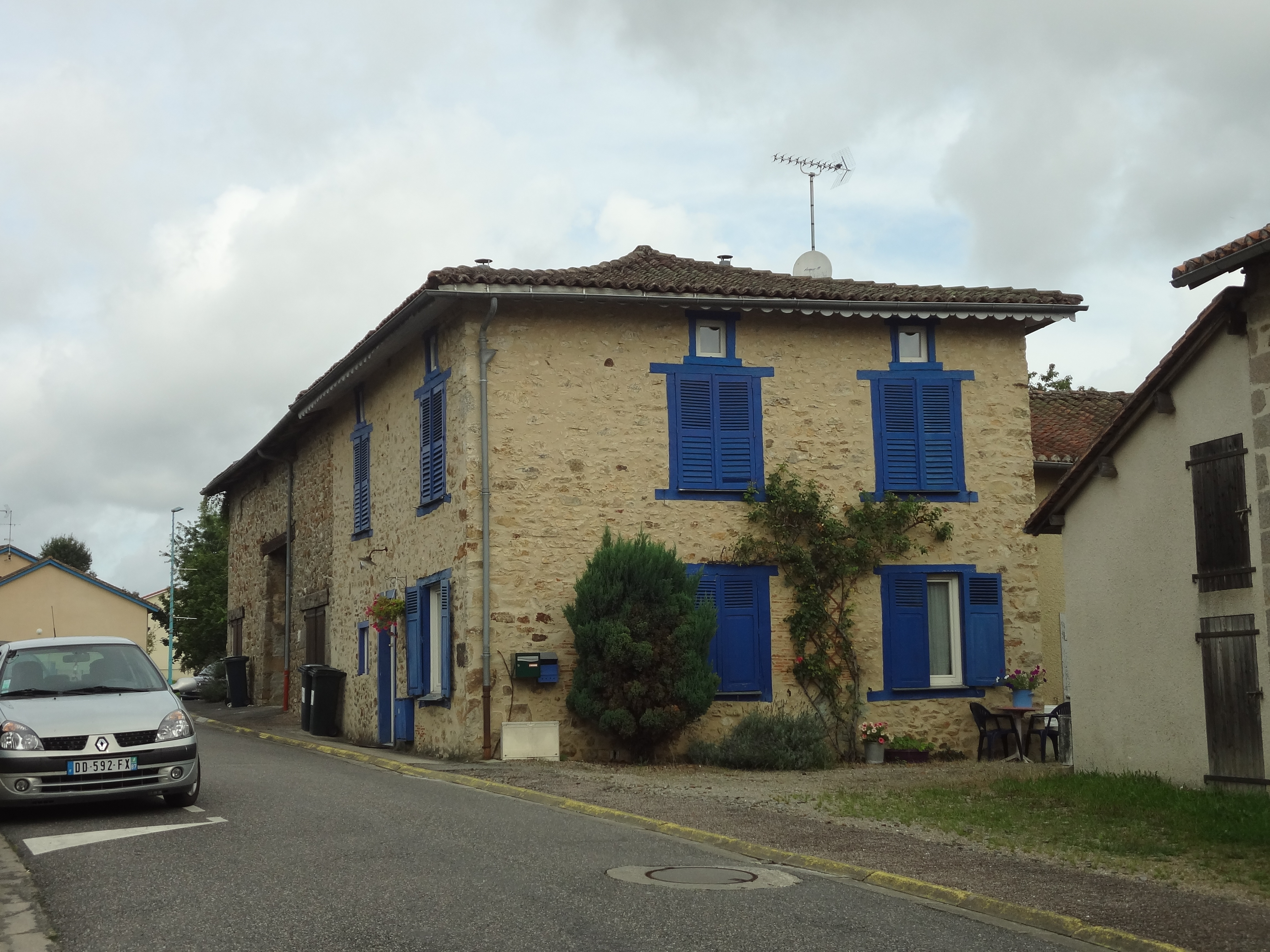
Maisons à Rilhac-Rancon.

Un nouveau découpage territorial de la Haute-Vienne entre en vigueur à l'occasion des élections départementales de mars 2015, défini par le décret du 13 février 2014, en application des lois du 17 mai 2013 (loi organique 2013-402 et loi 2013-403). Les conseillers départementaux sont, à compter de ces élections, élus au scrutin majoritaire binominal mixte. Les électeurs de chaque canton élisent au Conseil départemental, nouvelle appellation du Conseil général, deux membres de sexe différent, qui se présentent en binôme de candidats. Les conseillers départementaux sont élus pour 6 ans au scrutin binominal majoritaire à deux tours, l'accès au second tour nécessitant 12,5 % des inscrits au 1er tour. En outre la totalité des conseillers départementaux est renouvelée. Ce nouveau mode de scrutin nécessite un redécoupage des cantons dont le nombre est divisé par deux avec arrondi à l'unité impaire supérieure si ce nombre n'est pas entier impair, assorti de conditions de seuils minimaux. En Haute-Vienne, le nombre de cantons passe ainsi de 42 à 21.
Le canton de Limoges-5 est formé d'une commune de l'ancien canton d'Ambazac, d'une commune issue du canton de Limoges-Le Palais et d'une fraction de la commune de Limoges issue des anciens cantons de Limoges-Le Palais, de Limoges-Centre, de Limoges-Cité, de Limoges-Carnot et de Limoges-La Bastide.
Le canton est entièrement inclus dans l'arrondissement de Limoges. Le bureau centralisateur est situé à Limoges.

## Représentation
| Période élective | Période élective | Mandat | Mandat   | Identité          | Nuance | Nuance | Qualité |
| ---------------- | ---------------- | ------ | -------- | ----------------- | ------ | ------ | --- |
| 2015             | 2021             | 2015   | 2021     | Arnaud Boulesteix |        | PS     | 10e vice-président chargé des politiques d'insertion et du logement Conseiller municipal délégué de Limoges (2008-2014) |
| 2015             | 2021             | 2015   | 2021     | Isabelle Briquet  |        | PS     | Sénatrice de la Haute-Vienne (depuis 2020) Maire du Palais-sur-Vienne (2001-2020) Présidente de l'Association des Maires de Haute-Vienne (2014-2020) Ancienne conseillère générale du Canton de Limoges-Le Palais (2004-2015) |
| 2021             | 2028             | 2021   | en cours | Ludovic Géraudie  |        | PS     | Cadre à la Direction culture régionale de Nouvelle-Aquitaine, maire du Palais-sur-Vienne depuis 2020, Vice-président du Conseil départemental de la Haute-Vienne depuis 2022                                                  |
| 2021             | 2028             | 2021   | en cours | Valérie Paulet    |        | PCF    | Agent territorial spécialisé des écoles maternelles |

### Résultats détaillés

#### Élections de mars 2015
À l'issue du 1er tour des élections départementales de 2015, deux binômes sont en ballottage : Arnaud Boulesteix et Isabelle Briquet (PS, 35,96 %) et Christine Suberbielle et Mamadou Touré (UMP, 22,87 %). Le taux de participation est de 57,01 % (7 082 votants sur 12 423 inscrits) contre 57,81 % au niveau départemental et 50,17 % au niveau national.
Au second tour, Arnaud Boulesteix et Isabelle Briquet (PS) sont élus avec 100 % des suffrages exprimés et un taux de participation de 40,68 % (3 068 voix pour 5 054 votants et 12 423 inscrits). Le binôme UMP avait oublié de déposer sa candidature pour le second tour dans les délais impartis.

#### Élections de juin 2021
Le premier tour des élections départementales de 2021 est marqué par un très faible taux de participation (33,26 % au niveau national). Dans le canton de Limoges-5, ce taux de participation est de 34,2 % (4 274 votants sur 12 496 inscrits) contre 37,25 % au niveau départemental. À l'issue de ce premier tour, deux binômes sont en ballottage : Ludovic Géraudie et Valérie Paulet (Union à gauche, 39,91 %) et Bruno Baron et Géraldine Belezy (LR, 20,59 %).
Le second tour des élections est marqué une nouvelle fois par une abstention massive équivalente au premier tour. Les taux de participation sont de 34,36 % au niveau national, 38,38 % dans le département et 35,33 % dans le canton de Limoges-5. Ludovic Géraudie et Valérie Paulet (Union à gauche) sont élus avec 63,05 % des suffrages exprimés (2 466 voix pour 4 416 votants et 12 498 inscrits),,.

## Composition
| Nom                             | Code Insee | Intercommunalité     | Superficie (km2) | Population (dernière pop. légale)                | Densité (hab./km2) | Modifier                                    |
| ------------------------------- | ---------- | -------------------- | ---------------- | ------------------------------------------------ | ------------------ | ------------------------------------------- |
| Limoges (bureau centralisateur) | 87085      | CU Limoges Métropole | 78,03            | Fraction : 7 816 (2022) Commune : 129 754 (2022) | 1 663              | modifier les données · modifier les données |
| Le Palais-sur-Vienne            | 87113      | CU Limoges Métropole | 10,33            | 5 861 (2022)                                     | 567                | modifier les données · modifier les données |
| Rilhac-Rancon                   | 87125      | CU Limoges Métropole | 17,42            | 4 733 (2022)                                     | 272                | modifier les données · modifier les données |
| Canton de Limoges-5             | 8712       |                      |                  | 18 410 (2022)                                    |                    | modifier les données                        |

Le canton de Limoges-5 comprend :

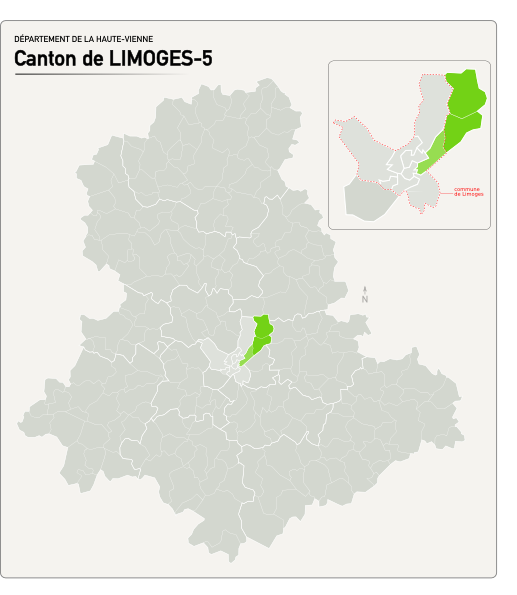
Situation du canton de Limoges-5 dans le département de la Haute-Vienne depuis 2015.

1. la partie de la commune de Limoges située au nord d'une ligne définie par l'axe des voies et limites suivantes : depuis la limite territoriale de la commune de Panazol, cours de la Vienne, pont Saint-Étienne, rue du Port-du-Naveix, boulevard des Petits-Carmes, boulevard Saint-Maurice, rue du Maupas, place Jourdan, avenue du Général-de-Gaulle, cours Bugeaud, cours Vergniaud, cours Gay-Lussac, rue Aristide-Briand, rue du Chinchauvaud, rue Auguste-Rodin, ligne de chemin de fer, rue Aristide-Briand, impasse d'Ambazac, rue du Puy-du-Pic, rue Aristide-Briand, rue du Docteur-Émile-Dubois, rue du Quai-Militaire, rue Jules-Michelet, rue Aristide-Briand, ligne de chemin de fer, autoroute A 20, ligne de chemin de fer, rue Georges-Fourest, rue Aristide-Briand, rue de Fougeras, jusqu'à la limite territoriale de la commune du Palais-sur-Vienne.
2. deux communes entières.

Pour la commune de Limoges, il comprend les quartiers de La Gare, de Montplaisir, la cité Dautry, d'Ester, du Puy-Imbert, la cité des Coutures et une partie du quartier des Homérides.

## Démographie
En 2022, le canton comptait 18 410 habitants, en évolution de −0,64 % par rapport à 2016 (Haute-Vienne : −0,68 %, France hors Mayotte : +2,11 %).
| 2013   | 2018   | 2022   |
| ------ | ------ | ------ |
| 18 728 | 18 641 | 18 410 |